# Jack Antonoff
Jack Antonoff (* 31. března 1984) je hlavní zpěvák-skladatel americké skupiny Steel Train a zároveň hlavní kytarista americké kapely Fun.

## Život a kariéra
Antonoff se narodil ve městě Bergenfield, New Jersey jako mladší bratr módní designérky Rachel Antonoff. Vyrůstal ve městech New Milford a Woodcliff Lake ve státě New Jersey a navštěvoval základní školu Solomon Schechter Day School v Bergen County. Střední školu navštěvoval spolu se sestrou v New Yorku. Do stejné třídy chodil spolu s herečkou Scarlett Johansson, která byla jeho přítelkyní v letech 2001 až 2002.
Během druhého ročníku střední školy založil spolu s několika přáteli punk rockovou kapelu s názvem Outline; kapela byla proslulá hlavně na Floridě a v Texasu. Kapela byla rozpuštěna poté, co několik členů odešlo studovat na vysokou školu.
V roce 2002 založil Antonoff a jeho kamarád Scott Irby-Ranniar novou kapelu, kterou nazvali Steel Train a zajistili si nahrávací smlouvu se společností Drive-Thru Records. Antonoff působil v této kapele jako hlavní zpěvák. Zanedlouho po podepsání smlouvy získali do kapely bubeníka Matthiase Grubera a přesvědčili jednoho z kamarádů Evana Winikera, aby opustil vysokou školu a připojil se k jejich kapele.
Mezi lety 2007 a 2010 udržoval partnerský vztah ´ s herečkou Aliou Shawkat, která je známá hlavně díky roli Maeby z televizního sitcomu Arrested Development
V roce 2008 oslovil Nate Ruess (bývalý zpěvák kapely The Format) Jacka Antonoffa, aby s ním a Andrewem Dostem založili novou kapelu, kterou později nazvali fun.. Antonoff se s Ruessem znal velmi dobře, protože jejich kapely společně koncertovaly.
Druhé studiové album kapely Fun., Some Nights, obsahuje jejich první #1 hit singl, "We Are Young", který napsal Antonoff společně s Ruessem, Dostem a Jeffem Bhsaskerem.
Od roku 2012 je Antonoffovou přítelkyní herečka a scenáristka Lena Dunham.
Antonoff se stal hostujícím bloggerem v novinách The Huffington Post, ve kterých uveřejnil svůj článek, ve kterém obhajoval práva gayů a leseb a hovořil o důležitosti tzv. straight allies., což jsou heterosexuální obhájci a zastánci LGBT práv.

## Tvůrčí kredity
| Rok  | Umělec         | Song                         | Napsal spolu s                        | USA nejvyšší pozice | UK nejvyšší pozice |
| 2011 | fun.           | "We Are Young"               | Nate Ruess, Andrew Dost, Jeff Bhasker | 1                   | 1                  |
| 2012 | fun.           | "Some Nights"                | Nate Ruess, Andrew Dost, Jeff Bhasker | 3                   | 7                  |
| 2013 | Tegan and Sara | "How Come You Don't Want Me" | Tegan Quin, Sara Quin                 | -                   | -                  |

S kapelou Steel Train:

### Alba
- Twilight Tales from the Prairies of the Sun (2005)
- Trampoline (2007)
- Steel Train (2010)

### EP
- For You My Dear (2003)
- Steel Train Is Here (2009)